# Gillian Ayres
Pour les articles homonymes, voir Ayres.
Gillian Ayres, née le 3 février 1930 à Barnes (Londres) et morte le 11 avril 2018, est une peintre britannique nommée pour le prix Turner.
Elle est surtout connue pour la peinture abstraite et la gravure à l'aide de couleurs vives.
Elle est commandeur de l'ordre de l'Empire britannique et membre de la Royal Academy of Arts.

## Biographie

### Enfance et formation
Ayres est née le 3 février 1930 à Barnes, une banlieue de Londres, et avait deux sœurs plus âgées,. Gillian Ayres a commencé l'école quand elle avait six ans. Ses parents, un couple prospère, l'envoya à Ibstock, une école progressiste à Roehampton basée sur les principes pédagogiques de Fröbel,. En 1941, Gillian Ayres a été envoyée à Colet Court, l'école élémentaire de la St Paul's Girls' School, à Londres, où elle apprit finalement à lire à l'âge de onze ans. Elle a passé l'examen d'entrée pour la St Paul's Girls' School , l'année suivante, et a développé un intérêt pour l'art dans cette école, Shirley Williams étaient une de ses meilleures camarades d'école. Ensemble, elles ont enseigné l'art aux enfants des parties de Londres ravagées par les bombardements. Ayres décida ensuite d'aller dans une école d'art. En 1946, elle se présente à la Slade School of Fine Art et est acceptée. Cependant, à seize ans, elle était trop jeune pour s'inscrire. On lui conseilla de se présenter à la Camberwell School of Art, où elle étudia de 1946 à 1950.

### Carrière
Ayres a travaillé à temps partiel à la galerie de l'Artists' International Association de Soho de 1951 à 1959 avant de commencer une carrière dans l'enseignement. Gillian Ayres occupa un certain nombre de postes d'enseignement dans les années 1960 et 1970 et se lia d'amitié avec des peintres tels que Howard Hodgkin, Robyn Denny, et Roger Hilton. En 1959, Gillian Ayres a été invité à enseigner à l'Académie d'Art de Bath, à Corsham pour six semaines. Elle fit finalement partie du personnel enseignant de cette école jusqu'en 1965. Pour une grande partie de son temps à Corsham, elle a partagé un studio d'enseignement avec Malcolm Hughes. Elle a été maîtresse de conférence à la Saint Martin's School of Art, à Londres, de 1965 à 1978 et est devenu cheffe du département de peinture à la Winchester School of Art en 1978. Gillian Ayres quitta l'enseignement en 1981 et déménagea dans un ancien presbytère sur la Péninsule de Llyn, dans le nord-ouest du pays de Galles pour devenir peintre à temps plein,.
Gillian Ayres meurt le 11 avril 2018.

### Vie privée
Ayres a épousé le peintre Henry Mundy en 1951. Ils ont eu deux fils, nés en 1958 et 1966, dont le plus jeune, Sam Mundy, est également peintre.

## Œuvre
Les premières œuvres de Ayres sont généralement faites avec de la peinture vinyle fine dans un nombre limité de couleurs disposées en formes relativement simples, mais ses travaux plus tardifs à la peinture à l'huile sont plus exubérants et très colorés, faits de couches de peinture épaisses. Les titres de ses tableaux, comme Antoine et Cléopâtre (1982) et A Midsummer Night (1990), sont généralement donnés après que la peinture a été faite et ne décrivent pas directement le contenu de l’œuvre, mais sont plutôt destinés à entrer en résonance avec l'ambiance générale de l'œuvre.

### Incendie au Momart (2004)
Quatorze des œuvres de Ayres ont été détruites en 2004, lors d'un incendie dans l'entrepôt de stockage d'art Momart,.

### Expositions et collections personnelles
Ayres a eu un certain nombre d'expositions personnelles, la première ayant eu lieu à la Gallery One de Londres en 1956. Depuis 1980, elle a été présentée dans plus de 25 expositions monographiques,.
Son art est également à l'honneur dans les collections de nombreuses galeries, comme la Tate Gallery, à Londres et le Museum of Modern Art, New York.

## Récompenses
Ayres a reçu le prix de l'association pour la promotion de l'art international au Japon en 1963 et a reçu en 1975 une bourse du Conseil des Arts de Grande-Bretagne. En 1982, elle a été nommée finaliste pour le prix de Peinture John Moores et a été finaliste pour le prix Turner en 1989. Elle a été nommée Officier de l'Ordre de l'Empire britannique (OBE) en 1986 et, en 1991, est devenue une académicienne royale. Plus tard, elle a temporairement démissionné de l'Académie, à la suite de la diffusion sur la BBC d'un documentaire sur les préparatifs de l'exposition controversée Sensation, organisée par l'Académie en 1997, mettant à l'honneur les Young British Artists. Le documentaire, selon Gillian Ayres, a présenté une image inique des membres les plus âgés de l'Académie. Gillian Ayres s'est également opposée à l'inclusion dans l'exposition du portrait de la meurtrière Myra Hindley par Marcus Harvey. Elle a été nommée Commandeur de l'ordre de l'Empire britannique en 2011,.